# Eutrichosiphum nigrum
Eutrichosiphum nigrum är en insektsart. Eutrichosiphum nigrum ingår i släktet Eutrichosiphum och familjen långrörsbladlöss. Inga underarter finns listade i Catalogue of Life.